# Tullgrenella morenensis
Tullgrenella morenensis là một loài nhện trong họ Salticidae.
Loài này thuộc chi Tullgrenella. Tullgrenella morenensis được Albert Tullgren miêu tả năm 1905.